# SMSS J031300.36-670839.3
Étoile naine
Étoile de population II
Étoile chimiquement particulière
SMSS J031300.36-670839.3, également appelé SM 0313, est une étoile située à environ 6 000 années-lumière de la Terre. Elle serait âgée de 13,6 milliards d'années, ce qui en ferait l'une des plus vieilles étoiles connues à ce jour,. D'une métallicité très faible, l'étoile possède moins d'un dix millionième du fer du Soleil, ce qui en ferait une étoile de population II. En plus de l'hydrogène, l'étoile contient du carbone, du magnésium et du calcium qui auraient pu être formés préalablement par une supernova de faible énergie.

## Découverte
L'étoile a été découverte par une équipe menée par des astronomes de l'université nationale australienne à l'aide du SkyMapper, un télescope complètement automatisé situé à l'observatoire de Siding Spring, situé près de Coonabarabran, New South Wales. La découverte est publiée dans l'édition du 9 février 2014 de Nature.